# Forțele Franceze din Interior

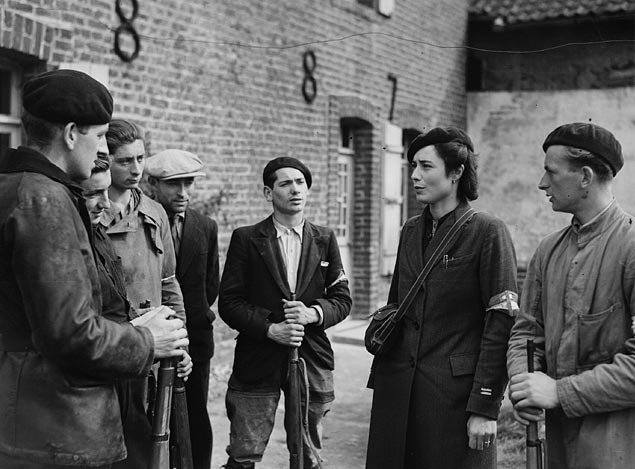
Membri Maquis în Wimille (14 septembrie 1944, în apropiere de Boulogne-sur-Mer, Franța).

Forțele Franceze din Interior (în limba franceză: Forces Françaises de l'Intérieur) se referă la luptătorii Rezistenței franceze din fazele finale ale celui de-al doilea război mondial. Charles de Gaulle a utilizat acest nume drept titulatură oficială a luptătorilor Rezistenței. Această schimbare de nume a grupurilor de luptători francezi a apărut ca urmare a schimbării statutului Franței din țară ocupată de Germania în țară în curs de eliberare de către armatele Aliațior. Odată cu eliberarea regiunilor Franței, luptătorii FFI erau organizați în unități de infanterie ușoară, care acordau un sprijin extrem de important armatei regulate franceze. Lupătorii FFI au luat parte la acțiunile militare în regiunile frontului mai puțin importante, permițând astfel forțelor regulate franceze să se concentreze în zonele de mare importanță ale frontului. După eliberarea a aproape întreg teritoriului Fanței, unitățile FFI au fost absorbite de trupele regulate franceze, încheindu-se perioada de existență a milițiilor populare franceze din timpul celui de-al doilea război mondial. 